# Municipio de Thompson (condado de Susquehanna)
El municipio de Thompson (en inglés: Thompson Township) es un municipio ubicado en el condado de Susquehanna en el estado estadounidense de Pensilvania. En el año 2000 tenía una población de 440 habitantes y una densidad poblacional de 7 personas por km².

## Geografía
El municipio de Thompson se encuentra ubicado en las coordenadas 41°52′00″N 75°31′59″O / 41.86667, -75.53306.

## Demografía
Según la Oficina del Censo en 2000 los ingresos medios por hogar en la localidad eran de $35,192 y los ingresos medios por familia eran $35,972. Los hombres tenían unos ingresos medios de $28,375 frente a los $25,000 para las mujeres. La renta per cápita para la localidad era de $15,870. Alrededor del 16,0% de la población estaban por debajo del umbral de pobreza.